# Just et Pasteur
Pour les articles homonymes, voir Saint Just.
D'après la tradition catholique, Just (ou Juste) et Pasteur, (en espagnol  Justo y Pastor), sont deux frères chrétiens, martyrisés à Alcalá de Henares, près de Madrid, en 304, pendant les persécutions ordonnées par Dioclétien. Ils sont vénérés comme saints par l'Église catholique romaine et sont particulièrement populaires en Espagne.
La cathédrale de Narbonne porte leur nom. Just et Pasteur sont fêtés le 6 août. Ils sont parmi les saints patrons des écoliers.

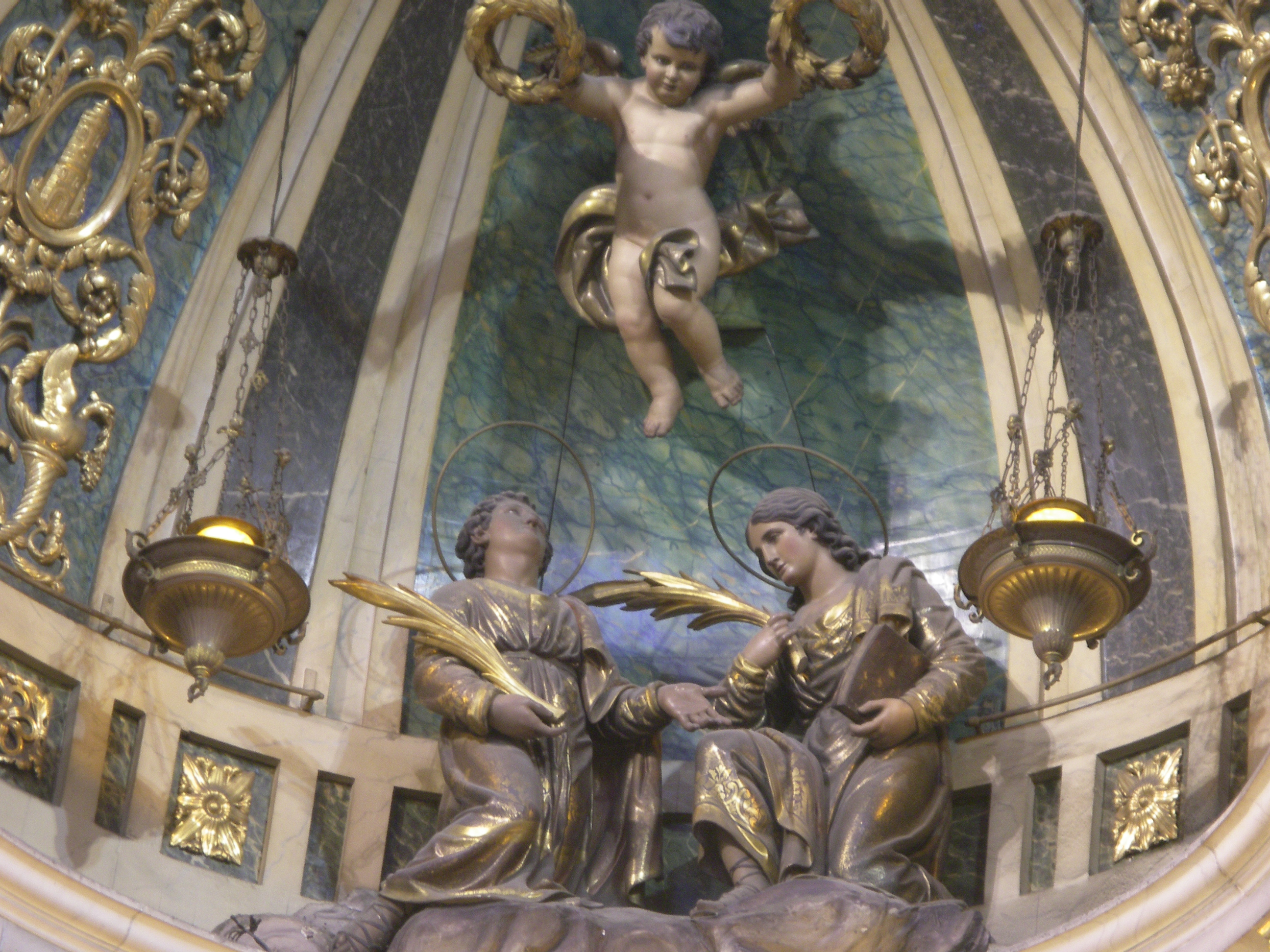
Sculpture du XVIIIe siècle, retable principal de la basilique Saints-Just-et-Pasteur à Barcelone.

## Hagiographie
Leur histoire, comme celles de la plupart des saints des premiers siècles, qui sont véhiculées par la tradition orale ou la Légende dorée, ne repose pas sur de nombreux documents historiques. Ce sont les Annales Complutensiennes (folios 81-89) et l'historien Ambrosio de Morales qui la relatent. Ils sont également cités par le poète Prudence dans son Peristephanon : « Ce sera toujours une gloire pour Alcalá de porter en son sein le sang de Just avec celui de Pasteur, deux sépulcres égaux où sont contenues le don des deux : leurs précieux membres ». Leurs noms figurent dans les calendriers primitifs de l'Espagne chrétienne, les calendriers mozarabes ainsi que dans le Martyrologe romain.
Nés à Tielmes, près de Madrid, ils sont peut-être enfants de saint Marcel le Centurion dont, disent certaines légendes hagiographiques, douze fils auraient été martyrs. D'après une autre tradition, ils sont les fils de saint Vidal (es), le frère de Marthe d'Astorga. Il est communément admis que Just avait douze ans, et Pasteur neuf. Une hymne liturgique dit plutôt neuf ans pour l'un et à peine sept ans pour l'autre.
Alors qu'ils sont à l’école d'Alcalá de Henares alors appelée Complutum, ils apprennent la promulgation de l’édit de Dioclétien interdisant la religion chrétienne. Aussitôt, ils rejettent leurs tablettes d'école et les enfants sont conduits au palais du gouverneur Dacien qui leur demande des comptes. Dacien, devant leur jeune âge, ne les prend pas au sérieux et leur offre des cadeaux pour les faire changer d’avis.
Comme les frères restent intraitables, Dacien ordonne qu’on les fouette rigoureusement avec des verges ou qu'on les frappe à coup de gourdins. Mais rien n'y fait et devant leur détermination, les deux frères sont emmenés à l’extérieur de la ville pour être décapités par l'épée ou étranglés selon les versions dans un champ appelé Campo loable ou Campo laudable, le Champ louable.

## Vénération
Lorsque Dacien quitte Complutum, les chrétiens enterrent les corps des enfants à côté de la pierre, à l'endroit même où ils ont péri. Sur ce, ils érigent une chapelle des martyrs où ils déposent leurs corps et un culte plus ou moins clandestin voit le jour. À cet emplacement se situe la crypte de la cathédrale.
 Au VIIIe siècle, après l'invasion musulmane, la crainte que les restes des saints soient profanés les fait transférer par un pieux ermite, nommé Urbez (Urbisse ou Urbain) qui les emporte dans ses ermitages du Haut-Aragon. Après sa mort, ils sont répartis entre l'église Saint-Pierre-le-Vieux à Huesca et la cathédrale Saint-Just-et-Saint-Pasteur de Narbonne. En 1568, une partie de ces reliques retourne à Alcalá.

## Iconographie
L'iconographie ancienne les représente traditionnellement avec leur attribut principal qui est la palme du martyr, accompagné souvent du Livre saint, d'un volumen ou d'un rouleau illustrant leur travail scolaire ou vu symboliquement comme un diplôme d'honneur et de courage émérite. Les autres attributs sont l'épée avec laquelle ils ont été massacrés et le rocher sur lequel ils se sont agenouillés, et qui est aujourd'hui vénéré à Alcalá avec prétendument les marques de leurs genoux. Ils sont habillés différemment, allant d'une simple toge à des habits dorés plus somptueux. Plus tard, ils sont aussi représentés comme de simples écoliers.

## Culte

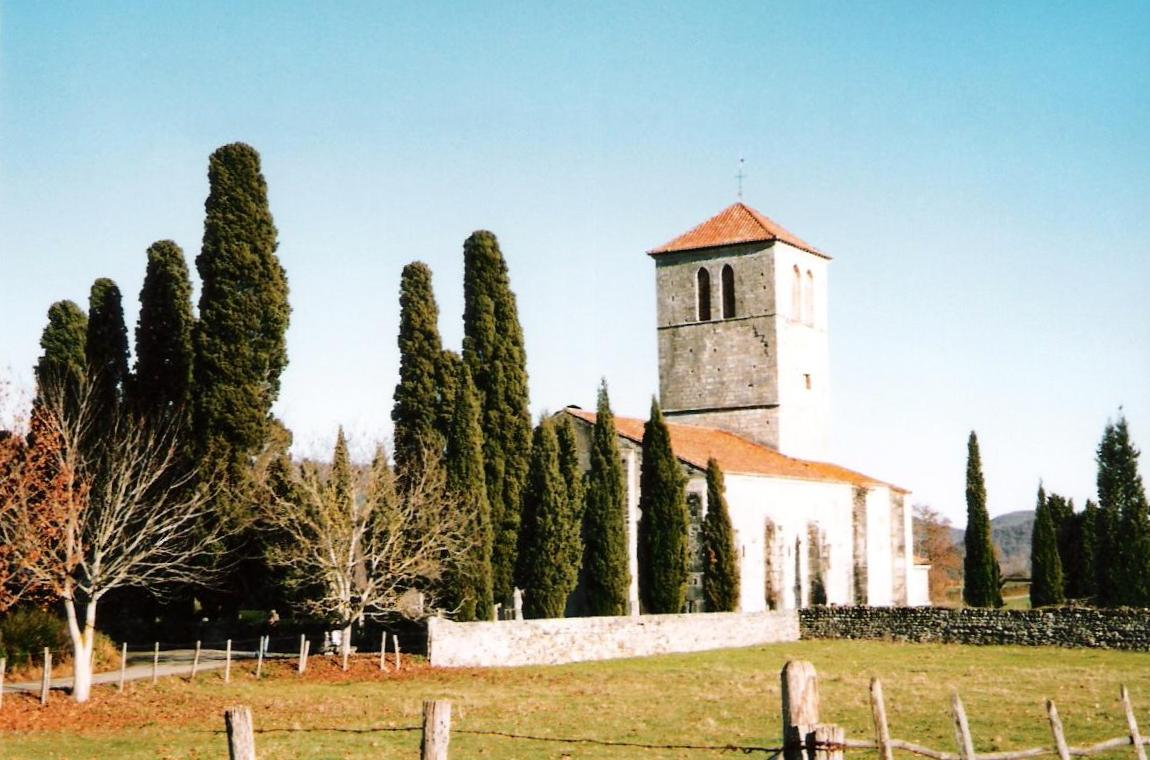
La basilique Saint-Just de Valcabrère, près de Saint-Bertrand-de-Comminges.

Just et Pasteur sont honorés, entre autres, à Tolède, Astorga, Barcelone et Narbonne (la cathédrale est consacrée en leurs noms depuis 782), ainsi qu'en Aragon et ailleurs. Ils font partie des saints martyrs cités dans une épigraphie gravée sur une colonne romaine réutilisée dans la chapelle des Saints Martyrs de Medina-Sidonia (province de Cadix, Andalousie) en Espagne ; selon l'inscription, des reliques de plusieurs saints, dont Just et Pasteur, y auraient été déposées.
Au Pays basque, saint Just est appelé Don Aisti, en aragonais, Sanchus.[réf. nécessaire] Il ne faut pas confondre saint Just, compagnon de saint Pasteur, avec les nombreux saints appelés Just ou Juste, en particulier les deux archevêques saint Just de Lyon et saint Juste de Cantorbéry.
Saint Pasteur a donné son nom à deux communes françaises : Saint-Pastous (Hautes-Pyrénées) et Saint-Pastour. (Lot-et-Garonne).

## Culture populaire
L'histoire de Just et Pasteur est rapidement évoquée dans le film Les Autres d'Alejandro Amenábar.

## Sources
1. ↑  (es) Santa Marta : una historia de la patrona de Astorga, Astorga Redacción.
2. ↑  [Romero de Torres 1909] (es) Enrique Romero de Torres, « La Ermita de los Santos en Medinasidonia », Boletín de la Real Academia de la Historia, t. 54,‎ 1909, p. 45-54 (voir p. 52) (lire en ligne [PDF] sur cervantesvirtual.com, consulté en février 2025).

- Bénédictins de Ramsgate, Dix mille saints, dictionnaire hagiographique, Brepols, 1991.
- R. Aymard, Les Pyrénées au miroir de leur toponymie, T. III, Pyrénées sacrées, Uzos, R. Aymard, 1997